# Золотьки
Золотьки — хутор в Неклиновском районе Ростовской области.
Входит в состав Большенеклиновского сельского поселения.

## Население
| 2010 |
| ---- |
| 2    |

## Улицы
На хуторе имеется одна улица — Заречная.